# جونيا كاتو
جونيا كاتو (باليابانية: 加藤 潤也) (30 ديسمبر 1994 في هيروشيما في اليابان – )؛ هو لاعب كرة قدم سابق كان يلعب كمهاجم.

## وصلات خارجية
- جونيا كاتو على موقع رابطة كرة القدم اليابانية للمحترفين (اليابانية)
- جونيا كاتو على موقع قاعدة بيانات كرة القدم.إي يو (الإنجليزية)
- جونيا كاتو على موقع Soccerway.com (الإنجليزية)
- جونيا كاتو على موقع عالم كرة القدم.نت (الإنجليزية)